# Колін Ґреґґ
Колін Ґреґґ (англ. Colin Gregg; нар. 1947) — англійський кіно- та телережисер, продюсер та монтажер.

## Життєпис
Колін Ґреґґ народився 10 січня 1947 року в місті Челтнем, графство Глостершир, Англія

## Вибіркова фільмографія
| Рік       | Українська назва             | Оригінальна назва         | Роль                         | Примітка                                    |
| --------- | ---------------------------- | ------------------------- | ---------------------------- | ------------------------------------------- |
| 2000      | Банк 121: Баскетбол          | Banca 121: Basketbal      | режисер                      | короткометражний фільм                      |
| 2000      | Банк 121: Фанати             | Banca 121: Fans           | режисер                      | короткометражний фільм                      |
| 1996      | Кавана, королівський адвокат | Kavanagh QC               | режисер                      | телесеріал                                  |
| 1995      | Ветеринар                    | The Vet                   | режисер                      | телесеріал                                  |
| 1995–1996 | Мисливець на злодіїв         | Thief Takers              | режисер                      | телесеріал                                  |
| 1994-1995 | Пікова практика              | Peak Practice             | режисер                      | телесеріал                                  |
| 1994      | Пиріг у небі                 | Pie in the Sky            | режисер                      | телесеріал                                  |
| 1993      | Стан справ                   | A Statement of Affairs    | режисер                      | мінісеріал                                  |
| 1992      | Винний                       | The Guilty                | режисер                      | телефільм                                   |
| 1991–1992 | Інспектор Морс               | Inspector Morse           | режисер                      | телесеріал (епізод «Хто вбив Гаррі Філда?») |
| 1991      | Психоаналітик                | Shrinks                   | режисер                      | телесеріал                                  |
| 1990      | Райський клуб                | The Paradise Club         | режисер                      | телесеріал                                  |
| 1988      | Ми думаємо лише про тебе     | We Think the World of You | режисер                      | художній фільм                              |
| 1986–1990 | Другий екран                 | Screen Two                | режисер                      | телесеріал                                  |
| 1985      | Ягня                         | Lamb                      | режисер                      | художній фільм                              |
| 1983      | До маяка                     | To the Lighthouse         | режисер, виконавчий продюсер | телефільм                                   |
| 1982      | Пам'ять                      | Remembrance               | режисер, продюсер            | телефільм                                   |
| 1981      | Порушник                     | The Trespasser            | режисер, продюсер            | телефільм                                   |
| 1979      | Зміцніла гілка               | The Strengthened Bough    | режисер, продюсер, монтажер  | короткометражний фільм                      |
| 1978      | Випрошуючи перстень          | Begging the Ring          | режисер, монтажер            | художній фільм                              |
| 1977      | Кардинальні зміни            | Sea Change                | режисер, продюсер, монтажер  | короткометражний фільм                      |
| 1973      | Пітер та Рубі                | Peter and Ruby            | режисер, продюсер, монтажер  | короткометражний документальний фільм       |
| 1969      | Одного разу …                | Once upon a Time …        | режисер                      | документальний фільм                        |